# 오펠 메리바
오펠 메리바(Opel Meriva)는 오펠에서 2003년부터 2017년까지 생산한 MPV이다. 2세대부터는 아스트라만큼 준중형차로 커졌다. 후속인 크로스랜드 X는 MPV로 개발되지 않고 SUV 형태로 개발되어 있다.

## 1세대 (2003~2010)

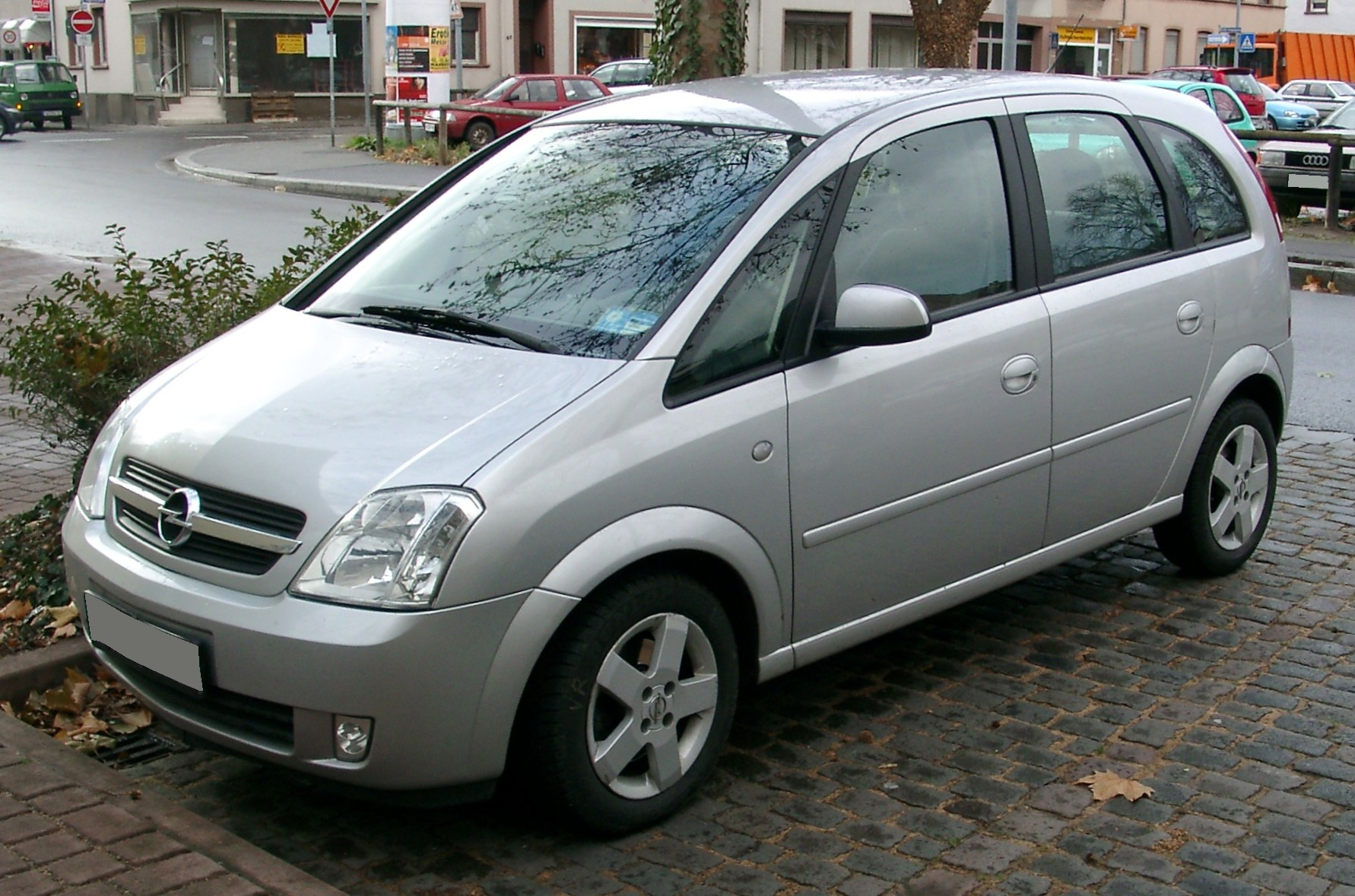
오펠 메리바(전기형) 정측면

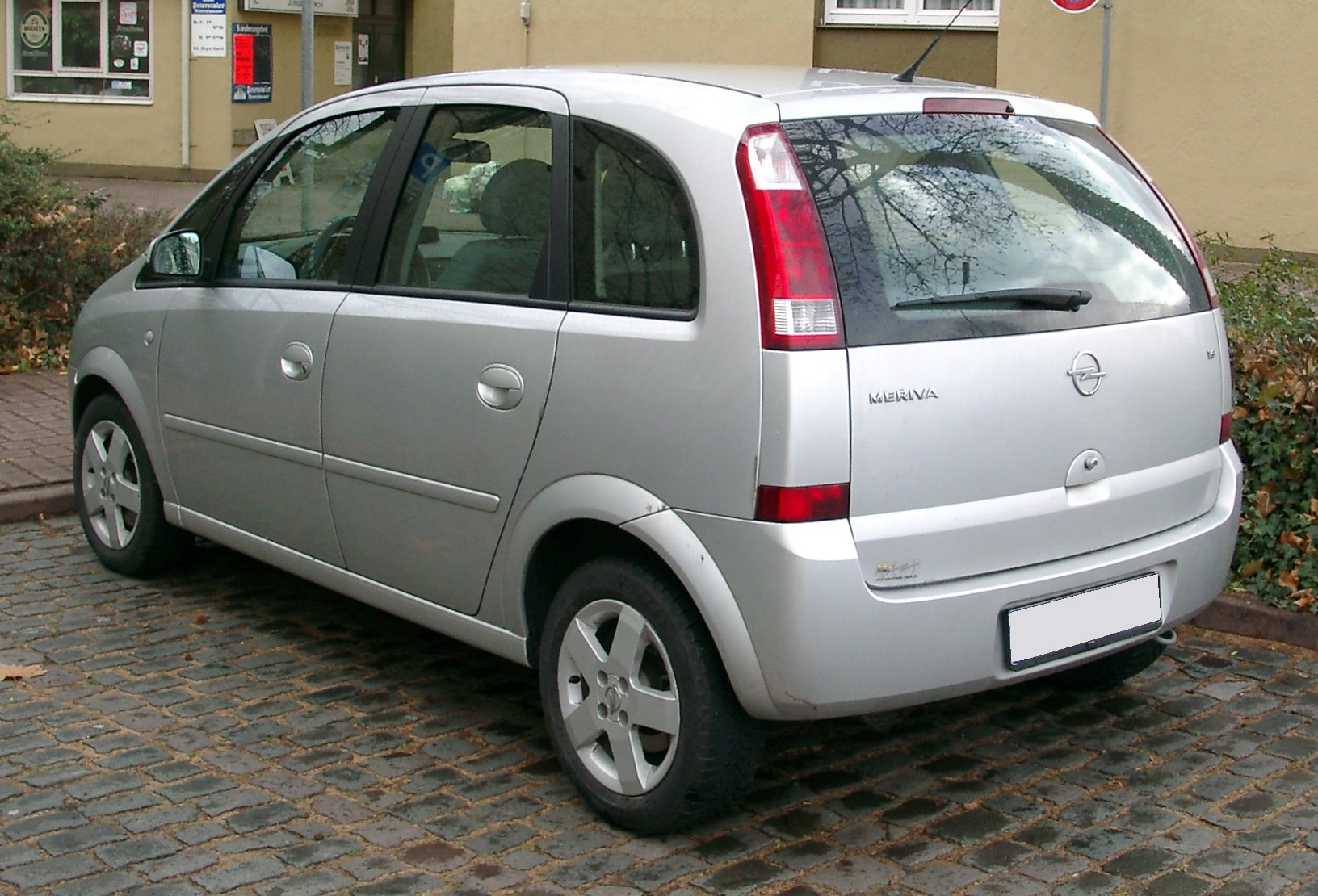
오펠 메리바(전기형) 정측면

2003년 5월에 출시되었다. 생산은 스페인 사라고사와 브라질 상카에타누두술에서 생산되었다. 영국에서는 복스홀 뱃지를, 남아메리카 시장에서는 쉐보레 뱃지를 달고 판매되었다. 1.4L 가솔린 엔진, 1.6L 가솔린 엔진, 1.8L 가솔린 엔진, 1.7L 디젤 엔진을 선택할 수 있었고, 변속기는 5단 수동변속기와 6단 수동변속기과, 5단 자동변속기가 조합되었다. 자피라와 마찬가지로 플렉스 스페이스라고 불리는 변형 가능한 인테리어가 제공되며, 2열 시트를 앞·뒤로 이동하거나 평평하게 펼칠 수 있었다. 독립식 시트처럼 사용 가능한 2인승 2열 시트와 벤치 시트 구성의 3인승 2열 시트 중 하나를 고를 수 있었으며, 다리 공간을 충분히 남기면서도 1열 시트를 끝까지 뒤로 밀 수 있도록 설계되었다. 2006년 2월에 페이스 리프트를 거치면서 1.3L 디젤 엔진과 OPC(복스홀 버전은 VXR) 버전이 추가되었다. OPC 버전은 1.6 L 가솔린 터보 엔진이 장착되었다. 2010년 7월에 2세대가 나오면서 단종되었으나, 남미 시장에서는 브라질을 통해 2012년까지 판매되다 쉐보레 스핀으로 대체되었다.

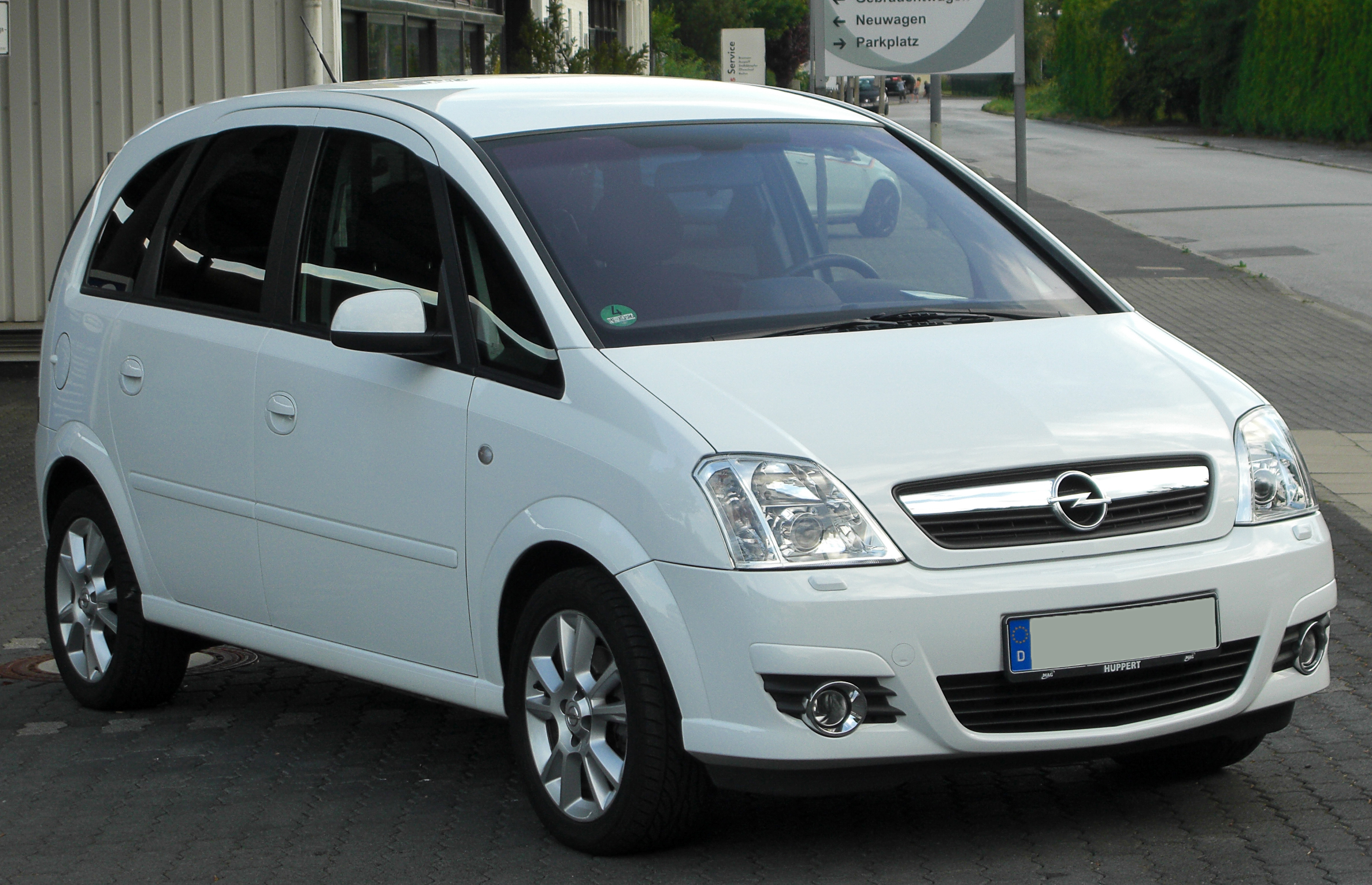
오펠 메리바(후기형) 정측면
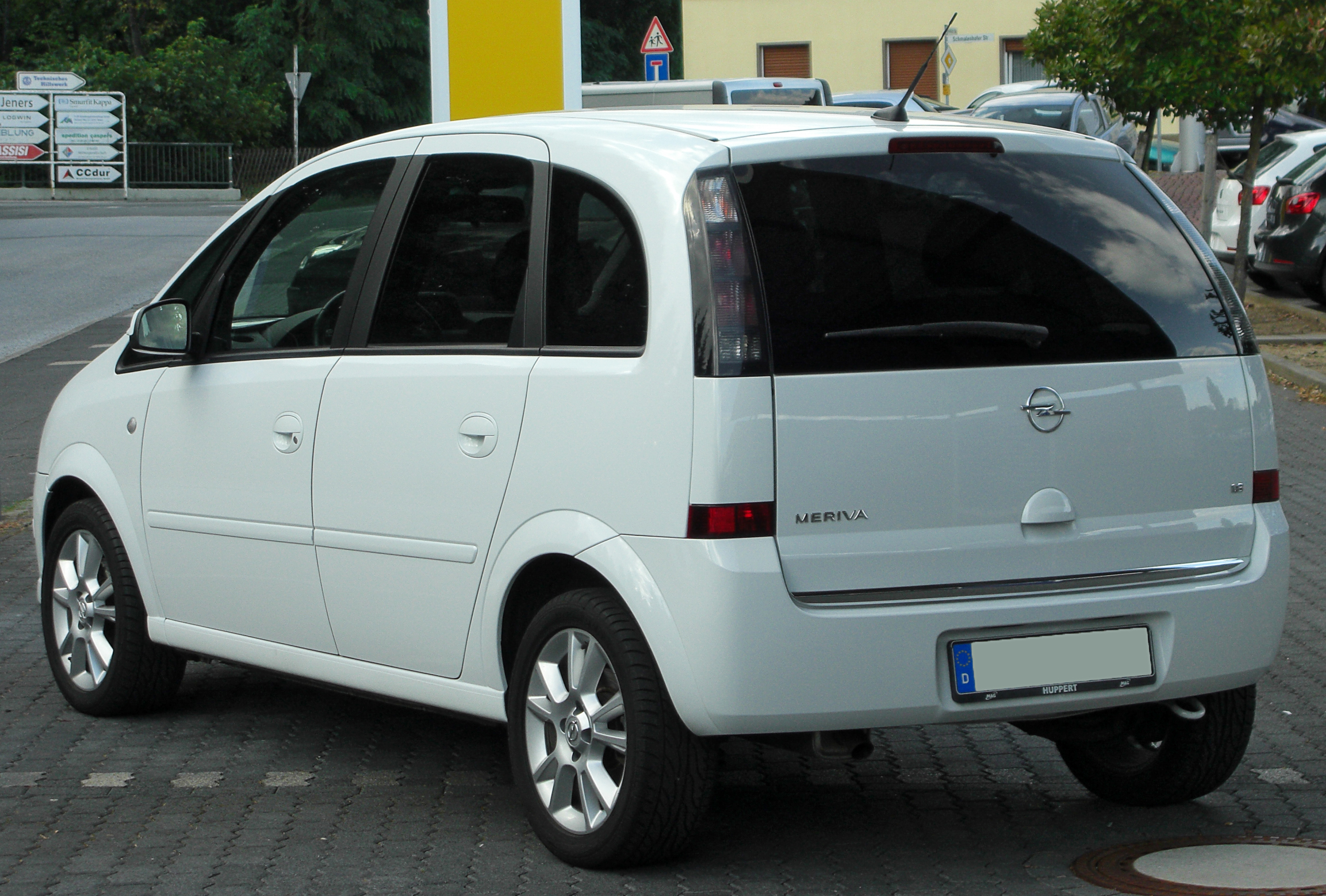
오펠 메리바(후기형) 후측면

## 2세대 (2010~2017)

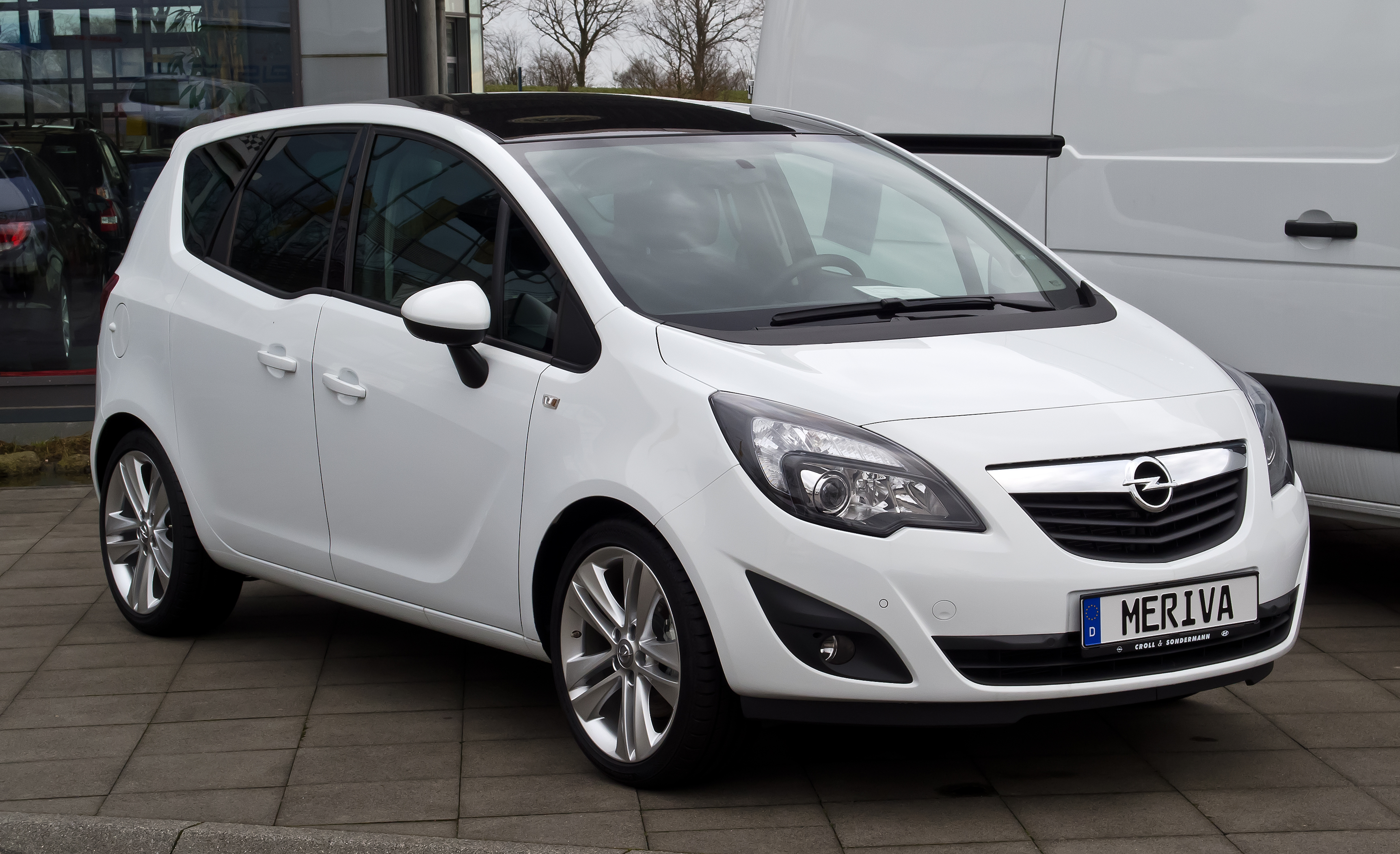
오펠 메리바(전기형) 정측면

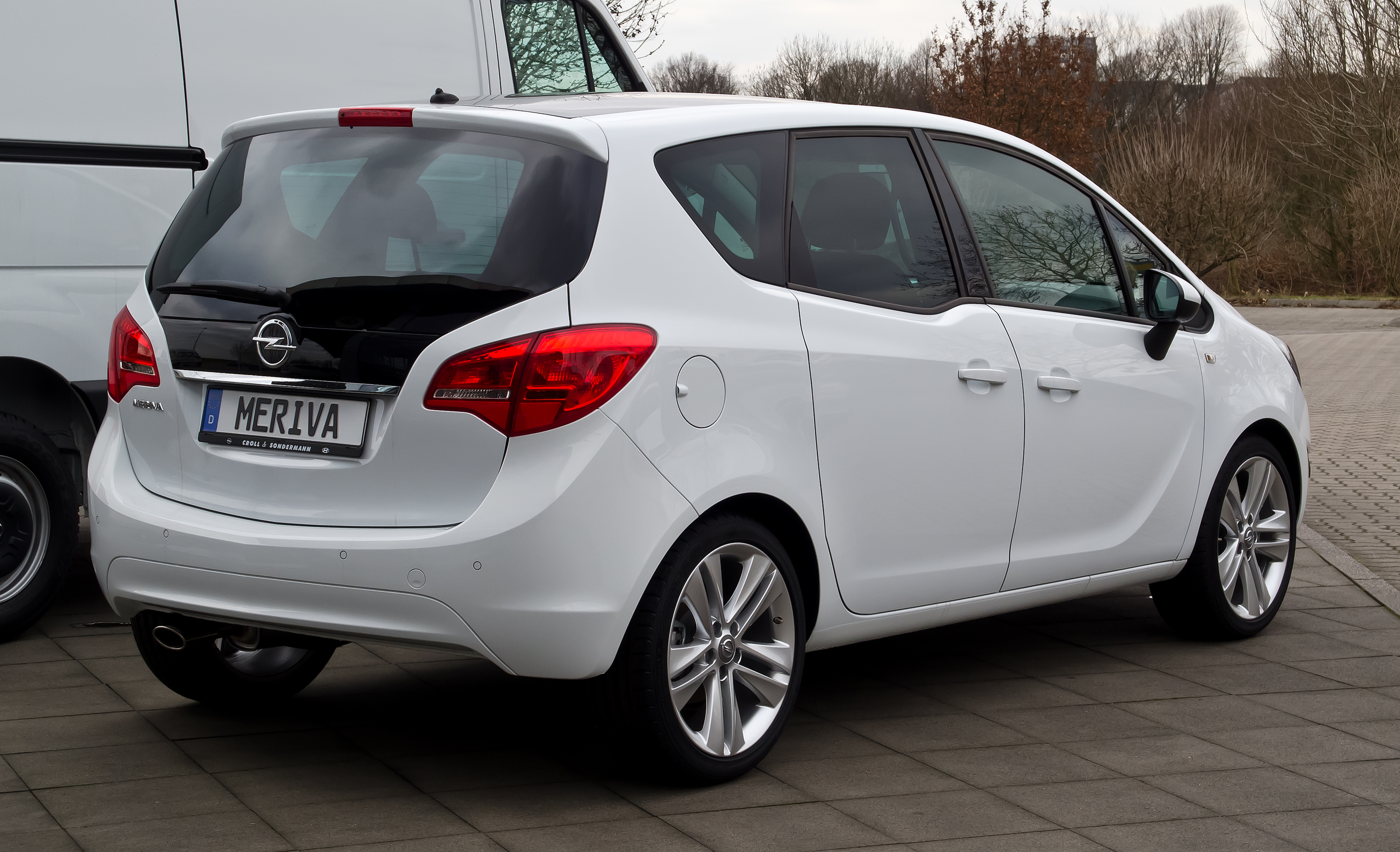
오펠 메리바(후기형) 정측면

2010년 3월에 제네바 모터쇼를 통해 공개되었고, 같은 해 7월에 출시되었다. 수어사이드 도어가 장착된 것이 1세대와의 차이점이다. 1.4L 가솔린 엔진과 1.4L 가솔린 터보 엔진, 1.3L 디젤 엔진, 1.7L 디젤 엔진이 있다. 여기에 6단 자동변속기가 조합되었다. 2014년 1월에 페이스 리프트를 거치면서 1.6 L 디젤 엔진이 추가되었다. 2017년 6월에 후속 차종 없이 단종되었고, 그 자리에는 소형 SUV인 크로스랜드 X가 채웠다.

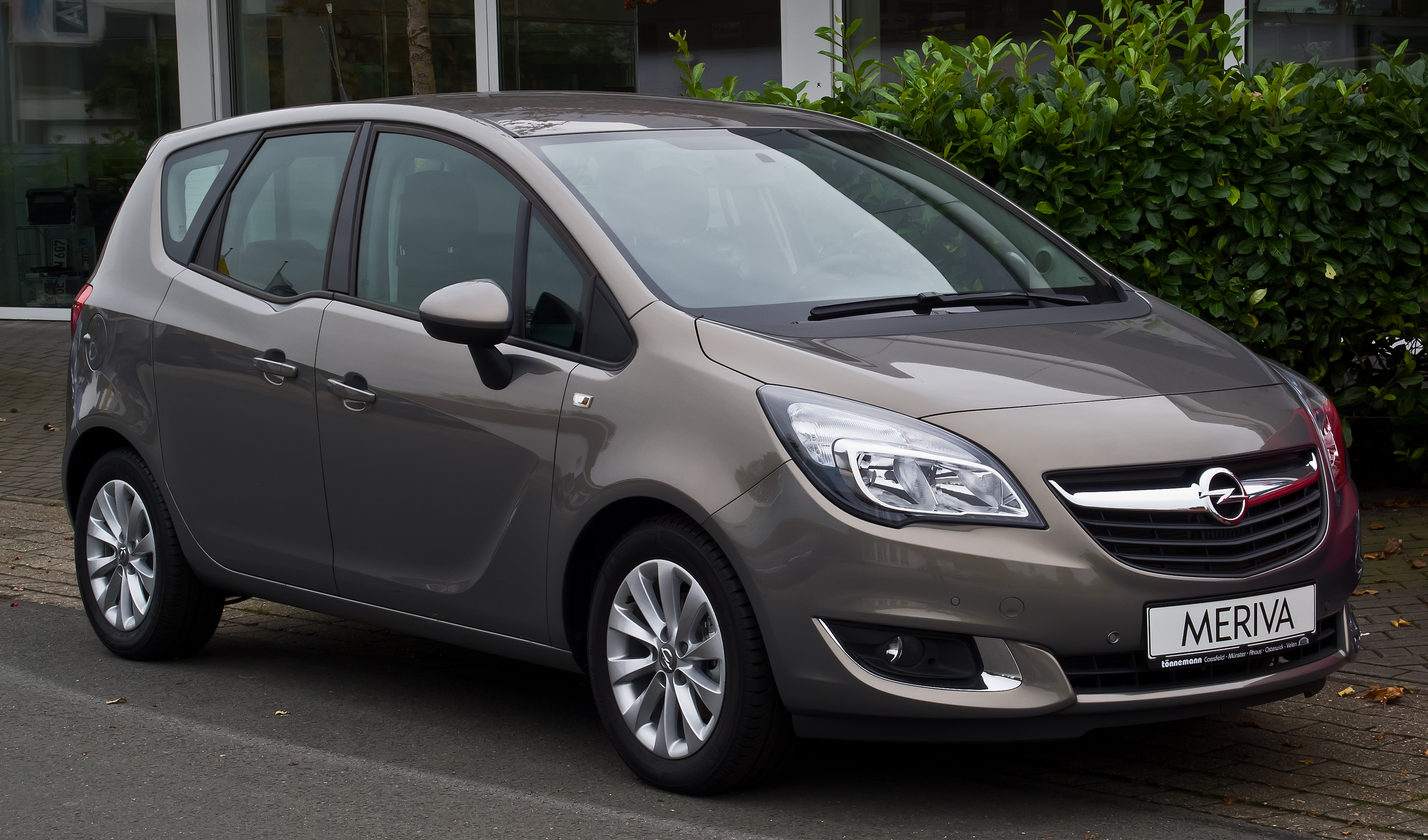
오펠 메리바(후기형) 정측면
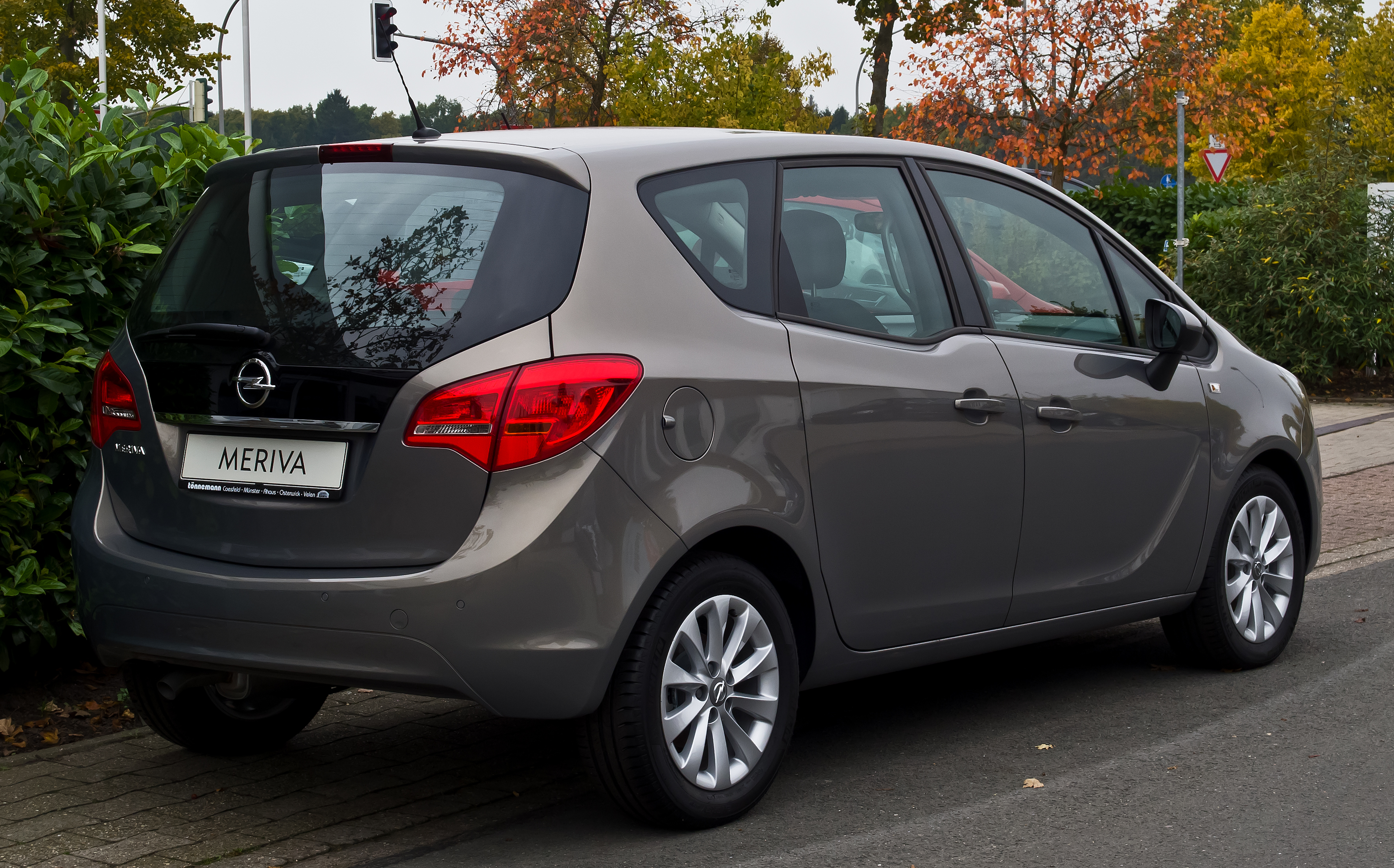
오펠 메리바(후기형) 후측면